# Phare San Gonzalo
Le phare San Gonzalo ou phare du cap San Gonzalo (en espagnol : faro Cabo San Gonzalo) est un phare inhabité de l'Armée argentine, situé dans la baie Aguirre à l'entrée orientale du canal Beagle, dans le département d'Ushuaïa, dans la province de Terre de Feu, Antarctique et Îles de l’Atlantique Sud, au sud de l'Argentine. À l'origine, le phare devait être érigé à un autre endroit, mais les contraintes topographiques ont fait qu'il a finalement été bâti sur la pointe Kinnaird.

## Histoire
Le phare San Gonzalo entre en service le 20 décembre 1928. En 1970, sa structure très détériorée est remplacée et le nouveau phare est inauguré le 4 mai 1970. La nouvelle structure est une tour troncopyramidale en métal peinte avec des bandes horizontales alternées rouges et jaunes. Il a une hauteur totale de 7 mètres, ce qui lui octroie une portée de 7,2 milles nautiques. Depuis le 10 avril 1985, son alimentation électrique est assurée par des panneaux photovoltaïques. En 2003, la structure métallique, très détériorée, est remplacée à son tour par une tour en plastique cylindrique peinte en blanc et en vert d'une hauteur de 4,50 mètres.